# برايان آرثر
برايان آرثر (بالإنجليزية: W. Brian Arthur)‏ (و. 1946 – م) هو عالم اقتصاد، وأستاذ جامعي، من المملكة المتحدة، ولد في بلفاست.

## التعليم
تعلم في جامعة ستانفورد، وجامعة كاليفورنيا، بركلي، وجامعة ميشيغان، وجامعة الملكة في بلفاست.

## مناصب وهيئات
أدار جامعة ستانفورد.

## جوائز
حصل على جوائز منها:
- زمالة غوغنهايم.